# Richard Hol
Richard (o Rijk) Hol (Ámsterdam, 23 de julio de 1825-Utrecht, 14 de mayo de 1904), fue un compositor y director de orquesta neerlandés.
Fue hijo de Cornelis Hol y Bregje Nagel. Se casó tres veces: con Jacoba van Waning Bolt, tras quedar viudo con Amalie Philippine Frederike Reuterm, muerta en 1896, y en 1897 con Maria Theresia Koene, con quien previamente había tenido una hija, Jacoba Hol (1886-1964).
Empezó a estudiar música a los cinco años de edad, y después de haber viajado bastante tiempo, se estableció en su ciudad natal, y en 1856 fue nombrado director del Amstel Mannekoor y de una sociedad coral. En 1863 sucedió a J. H. Kufferath como director de la música municipal y de la Escuela de Música y organista de la catedral de Utrecht. Después dirigió los conciertos clásica de La Haya y de Ámsterdam.
Como compositor fue muy fecundo, habiendo dejado cuatro sinfonías, numerosas baladas para solos, coro mixto y orquesta, un oratorio, dos óperas, misas, lieder, música de cámara, piezas para piano. etc. De 1886 a 1900 dirigió la revista Het Orgel.
Era padre de Johannes Cornelius Hol (1874-1953), que también fue músico como él.